# 안나 카레니나 (1997년 영화)
《안나 카레니나》(Anna Karenina)는 미국에서 제작된 버나드 로즈 감독의 1997년 드라마, 멜로/로맨스 영화이다. 소피 마르소 등이 주연으로 출연하였고 브루스 데이비 등이 제작에 참여하였다.
이 영화는 1877년 동명의 소설 안나 카레니나에 기반을 둔다. 러시아 모스크바 상트페테르부르크에서 오전히 촬영된 국제 전용 버전이다.

## 출연

### 주연
- 소피 마르소
- 숀 빈

### 조연
- 알프리드 몰리나
- 미아 커쉬너
- 제임스 폭스
- 피오나 쇼우
- 대니 휴스턴
- 필리다 로우
- 데이빗 쇼필드
- 사스키아 위컴

## 기타
- 원작자: 레프 톨스토이
- 협력프로듀서: 짐 렘리
- 미술: 존 마이어
- 의상: 모리지오 밀렌노티